# George Etherege
George Etherege (1635?–h. 10 de mayo de 1692 ) fue un dramaturgo inglés. Escribió las obras La Venganza Cómica o, Amor en una Barrica en 1664, Ella lo haría si pudiera en 1668, y Hombre a la moda o, Sir Fopling Flutter en 1676.

## Primeros años
George Etherege nació en Maidenhead, Berkshire, alrededor de 1635, hijo de George Etherege y Mary Powney, el mayor de seis hermanos. Se rumorea que estudió en Cambridge; sin embargo, John Dennis aseguraba que no entendía griego ni latín, lo que suscita dudas sobre su estancia allí. Fue aprendiz de un abogado y más tarde estudió derecho en Clement's Inn, Londres, una de las llamadas "Inns of Chancery". Probablemente viajó a Francia con su padre, que permaneció con la reina exiliada Enriqueta María. Es posible que fuera testigo en París de las interpretaciones de algunas de las primeras comedias de Molière; y se cree, por una alusión en una de sus obras, que conoció personalmente a Roger de Rabutin, conde de Bussy.

## Éxito en escena
Pronto después de la Restauración en 1660 compuso su comedia La Venganza Cómica o Amor en una Barrica, que lo introdujo ante Lord Buckhurst, más tarde conde de Dorset. Se interpretó en el teatro del duque en 1664, y ese mismo año se imprimieron unas cuantas copias. Está en parte en verso heroico rimado, como las tragedias de Howard o Killigrew, pero contiene escenas cómicas que son brillantes y frescas. El enfrentamiento entre Frederick y la Viuda introduce un estilo de ingenio hasta entonces desconocido sobre la escena inglesa.
El éxito de esta obra fue grande, pero Etheredge esperó dos años antes de repetir su experimento. Mientras tanto, obtuvo la mayor reputación como un galán poético, y se movió en el círculo de Charles Sedley, John Wilmot, segundo Conde de Rochester, llamado "Lord Rochester" y otros ingeniosos nobles de la época. Su temperamento es conocido sobre todo por los nombres que le dieron sus contemporáneos: "gentil George" y "fácil Etherege". En 1668 produjo Ella lo haría si pudiera, una comedia llena de acción, ingenio y espíritu, aunque algunos la consideraron frívola e inmoral. Pero en esta obra Etherege demuestra un nuevo poder en literatura. Es un mundo aéreo, fantástico, donde el flirteo es el único asunto serio de la vida. En esta época Etherege vivía de manera no menos frívola y sin principios que sus Courtal y Freeman. 

## Hombre a la moda

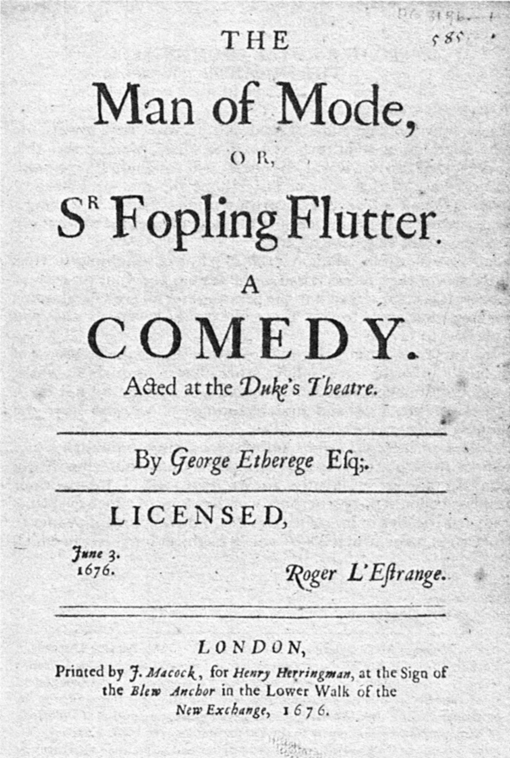
Frontispicio a El hombre a la moda (The Man of Mode, 1676).

Entre 1668 y 1671 Etherege marchó a Constantinopla como secretario del embajador inglés Daniel Harvey. Después de ocho años de silencio, produjo otra obra, desafortunadamente la última. El hombre a la moda o, Sir Fopling Flutter, sin duda la mejor comedia de costumbres escrita en Inglaterra antes de la época de William Congreve, fue representada e impresa en 1676, y disfrutó un indudable éxito. Además del mérito de la historia y su ingenio, tenía el encanto personal de suponerse que satirizaba, o al menos retrataba, personas bien conocidas en Londres. Sir Fopling Flutter era un retrato de Beau Hewit, el exquisito del momento; en Dorimant el poeta representó al Conde de Rochester, y en Medley un retrato de sí mismo (o, igualmente plausible, de su compañero dramaturgo e ingenioso Charles Sedley); mientras que incluso el zapatero borracho era un personaje auténtico, que de esta manera hizo fortuna al ser conocido por el público.
Después de este brillante éxito se retiró de la literatura; sus galanterías y su afición al juego agotaron su fortuna en pocos años, y empezó a buscar un matrimonio de conveniencia. Le hicieron caballero antes de 1680, y obtuvo la mano y el dinero de una viuda rica. En marzo de 1685 fue nombrado ministro residente en la corte imperial alemana de Ratisbona. Después de una residencia de tres años y medio, y después de la Revolución Gloriosa, se marchó a París para unirse a Jacobo II en el exilio. Sus despachos manuscritos se conservan en el Museo Británico, donde fueron descubiertos y descritos por Gosse en 1881; fueron editados por Sybil Rosenfeld (1928) y Frederic Bracher (1974). Murió en París, probablemente en 1691, pues Narcissus Luttrell anota en febrero de 1692 que George Etherege, el último embajador del rey Jacobo en Viena había muerto recientemente en París.

## Reputación
Etheredge tiene un lugar distinguido en la literatura inglesa como uno de los "cinco grandes" de la comedia de la Restauración. Inauguró el periodo de genuino ingenio y viveza. Inventó la comedia de costumbres, y marcó el camino para las obras maestras de Congreve y Sheridan. 
Los retratos que Etheredge realiza de petimetres y pretendientes son las mejores de su época. Su ingenio es chispeante y frívolo, su estilo pintoresco. Etherege destaca por sus delicados toques en cuanto al vestuario, el mobiliario y la puesta en escena; refleja vívidamente los aires distinguidos de los caballeros y las damas londinenses, quizá mejor que Congreve; pero tiene menos penetración psicológica y energía que Congreve. Su primera biografía detallada es la de Edmund Gosse en Seventeenth Century Studies (1883).